# Matanza en la embajada española en Guatemala
La quema de la embajada española en Guatemala fue un incidente bélico internacional ocurrido en la Ciudad de Guatemala, el jueves 31 de enero de 1980, cuando la Policía de Guatemala ―en el marco de la Guerra civil de Guatemala ― ingresó a la Embajada de España en Guatemala ante la invasión que habían realizado campesinos y en un incidente confuso ocurrió un incendio en el que 37 personas fallecieron.

## Motivaciones

### Franja Transversal del Norte
La Franja Transversal del Norte (FTN) fue creada durante el gobierno del militar Carlos Arana Osorio en 1970, mediante el decreto 60-70 del Congreso de la República, para impulsar el desarrollo agrario de la zona. Se reconocía que la región tenía un gran potencial agropecuario y era idónea para la explotación de maderas preciosas. Sin embargo, en 1974 se empezó a explotar petróleo en las cercanías de la Franja Transversal del Norte a raíz de los descubrimientos realizados por las petroleras Basic Resources y Shenandoah Oil, que operaban en el campo petrolero de Rubelsanto (Alta Verapaz). En 1976, cuando el presidente Laugerud García llegó a visitar la cooperativa Mayalán en el sector de Ixcán (departamento de Quiché), en la Franja Transversal del Norte, este dijo: «Mayalán está asentada en la cima del oro». Con estas palabras dejó entrever que aquella región ya no sería dedicada a la agricultura ni al movimiento cooperativista, sino a la explotación estratégica de recursos naturales.
Tras esa visita presidencial, las compañías petroleras extranjeras realizaron exploraciones en Xalbal, muy cerca de Mayalán, en el Ixcán, donde perforaron el pozo San Lucas, pero los resultados fueron infructuosos. Esas exploraciones, que abrieron el camino para futuros experimentos petroleros en Ixcán y en el resto de la Franja Transversal del Norte, fueron el principal motivo para la construcción de la carretera de terracería que atraviesa la región. Shenandoah Oil, el Instituto Nacional de Transformación Agraria (INTA) y el Batallón de Ingenieros del Ejército se coordinaron para construir ese corredor entre 1975 y 1979, lo que a la postre permitió que algunos políticos, militares y empresarios poderosos de la época se adueñaran de muchas de las tierras de la zona, de gran riqueza maderera y potencial petrolero.

### Movilización campesina

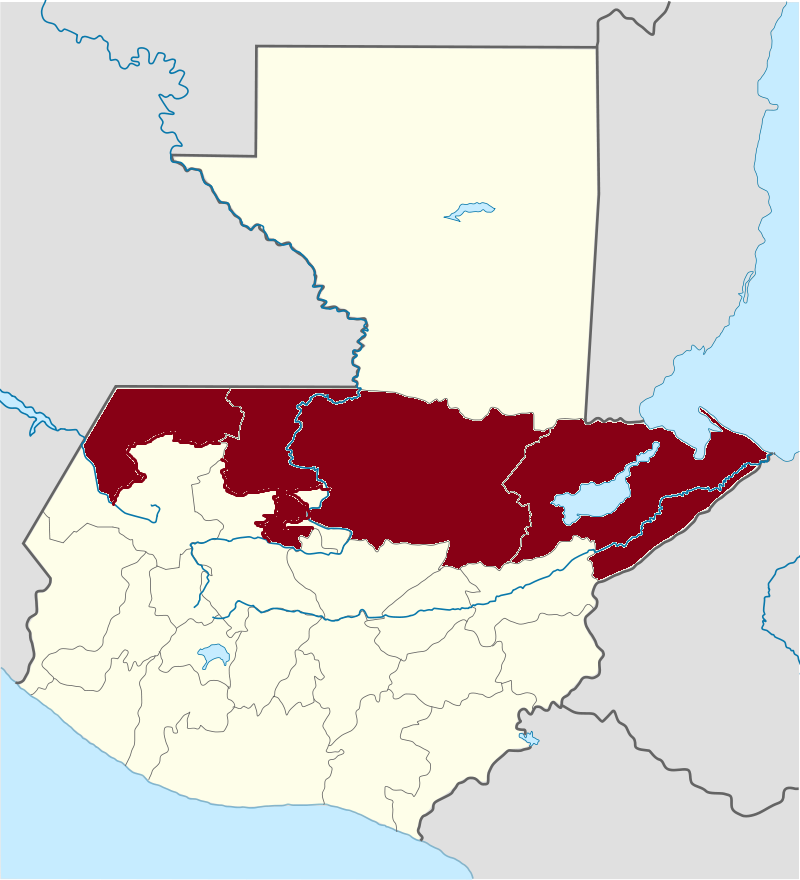
Mapa de la Franja Transversal del Norte, donde se localizan municipios y regiones como Chajul, Uspantán y el Triángulo ixil. En esta área se encontró petróleo en la década de 1970.

Un grupo de indígenas secundado por el Comité de Unidad Campesina (CUC), la Coordinadora de Pobladores, obreros, cristianos, estudiantes de secundaria y miembros del Frente Estudiantil Robin García que tenían nexos con el Ejército Guerrillero de los Pobres se movilizó, en 1980, desde el lugar con el fin de protestar y llamar la atención de algunos países europeos sobre las deficientes condiciones de trabajo en el departamento de Quiché y sobre los supuestos abusos que cometía el Ejército, durante el gobierno de Fernando Romeo Lucas García, a raíz de los combates que se realizaban en el área entre este y la guerrilla. Se protestaba contra la represión a la población civil, con independencia de que esta respaldara o no a los grupos insurrectos en el área. Se cree que Lucas García tenía intereses económicos muy fuertes en la Franja Transversal del Norte, pues tenía tierras en Fray Bartolomé de las Casas y era socio de la Shenandoah Oil, compañía que estaba explorando petróleo en Ixcán en ese momento.

## El hecho
De acuerdo con datos históricos, cerca del mediodía del 31 de enero se reunieron en la Embajada de España en Guatemala Eduardo Cáceres Lehnhoff (exvicepresidente de Guatemala), Adolfo Molina Orantes (excanciller y miembro de la Tribunal Internacional de Justicia de La Haya) y Mario Aguirre Godoy (jurista guatemalteco) con Máximo Cajal López (1935-2014; embajador español de ese entonces). Los exfuncionarios y el jurista visitaban al embajador en el marco de una celebración próxima del Instituto de Cultura Hispánica, cuando irrumpieron 30 campesinos del Quiché acompañados de líderes universitarios y guerrilleros, quienes anunciaron que ocuparían la sede diplomática para solicitar la intervención de España en los sucesos que ocurrían en el noroccidente del país.
Según el Gobierno guatemalteco de entonces, el embajador Cajal habría convocado la reunión con los guatemaltecos para aprovechar su presencia en la embajada al momento de que el grupo campesino ocupara las instalaciones, de manera que las autoridades respetarían el Derecho internacional y la integridad de la sede diplomática.
Las fuerzas de seguridad se presentaron y, sin comunicación previa a España, ingresaron a la embajada española, que era territorio soberano español. Forzaron a los ocupantes y a los rehenes a refugiarse en una habitación del segundo nivel del edificio ocupado por la embajada. Tras un intenso asedio se inició un incendio dentro de las instalaciones. El origen es fuente de discusiones: los representantes de la izquierda guatemalteca indican que fue provocado por lanzallamas y por el uso de fósforo blanco, mientras que el Gobierno guatemalteco de entonces enfatizó que los ocupantes de la embajada se inmolaron con las bombas molotov que llevaban, porque tenían planeado realizar el suceso.
La prensa española publicó fotografías de un policía con un lanzallamas, además de las pruebas testimoniales y periciales que confirmarían que varias víctimas habían sido baleadas. Incluso, según la testigo presencial Odette Arzú, adscrita a la Cruz Roja Guatemalteca, la mayoría de las víctimas estaban quemadas solo de la cintura hacia arriba.

## Versiones
| Documental fílmico Ni uno vivo Guatemala 31 de enero de 1980: \| Secciones \| Descripción \| \| ----------------------------------------------------------- \| -------------------------------------------------------------------------------------------------------------------------------------------------------------------------------------------------------------------------- \| \| Ni uno vivo: tragedia en la embajada de España en Guatemala \| Documental sobre los hechos acontecidos el 31 de enero de 1980 en la Embajada de España en Guatemala. Presenta entrevistas con los principales participantes, entre sobrevivientes y periodistas que cubrieron los hechos. \| | |
| Secciones | Descripción |
| Ni uno vivo: tragedia en la embajada de España en Guatemala | Documental sobre los hechos acontecidos el 31 de enero de 1980 en la Embajada de España en Guatemala. Presenta entrevistas con los principales participantes, entre sobrevivientes y periodistas que cubrieron los hechos. |

En lo que coinciden todas, es que unos días antes el embajador Máximo Cajal (1935-2014) había visitado el departamento de Quiché, donde se había reunido con los representantes del Comité de Unidad Campesina y con el comandante guerrillero Gustavo Meoño, del Ejército Guerrillero de los Pobres (EGP).
Existen varias versiones de las causas del hecho:

### Versión de Máximo Cajal López, embajador español
En su libro "¡Saber quién puso fuego ahí!" (2000, Siddhartha Mheta Ediciones, Madrid), con prólogo del expresidente español Felipe González, Máximo Cajal declara, con el aporte de documentos, que su visita a Quiché tuvo como finalidad visitar a los sacerdotes españoles de la zona y que nunca se reunió con representante alguno del movimiento campesino, antes al contrario, rechazó expresamente una invitación en ese sentido.
Durante los siguientes años, sucesivas comisiones de investigación llegaron a la conclusión, aceptada por el Gobierno democrático de Guatemala de 1984, de que las víctimas habían muerto por quemaduras producidas por granadas de fósforo blanco. Se supuso que la Policía Nacional de Guatemala era la responsable de lo acaecido y se exoneró a los ocupantes de cualquier responsabilidad en el trágico desenlace.

### Versión del gobierno militar de Lucas García
La toma de la embajada de España fue planificada por el embajador Máximo Cajal, quien pensaba utilizar a sus invitados como rehenes, dado el considerable prestigio que estos tenían en los círculos oficiales e intelectuales guatemaltecos de la época. Por ejemplo, Adolfo Molina Orantes había sido canciller en dos ocasiones y era un jurisconsulto respetado en el mundo entero tras su brillante actuación en el Caso Nottebohm ante la Corte Internacional de La Haya. No se trató de una toma pacífica por campesinos porque los asaltantes eran liderados por guerrilleros que llevaban bombas molotov y armas. Estas armas fueron usadas para retener por la fuerza a los rehenes, según demostraron las autopsias que se efectuaron. Además las bombas estallaron desde dentro, quemando a todos, cuando la policía imprudentemente, ingresó a las instalaciones de la embajada. Algunos medios españoles concordaron en su momento con esta versión.
El embajador Cajal, al permitir el acceso de los protestantes violó el artículo 41 de la Convención de Viena sobre relaciones diplomáticas.
La policía desobedeció la prohibición de Cajal e intentó invadir el edificio (que era territorio español), de donde recibían constantes llamadas telefónicas de los rehenes para pedir auxilio. Los policías antimotines avanzaron, rompieron la puerta del despacho del embajador ―donde estaban reunidos los terroristas armados con bombas molotov y adonde habían llevado a los rehenes― y dispararon.
Las bombas comenzaron a explotar, lo que provocó un incendio con el saldo de 37 muertos (todos calcinados). De los que estaban en aquel salón, solo se salvaron el embajador Cajal y Gregorio Yujá Xoná quien esa noche fue secuestrado del hospital y asesinado.

### Postura del Gobierno guatemalteco democrático de 1984
Ya en 1984, en el Comunicado Conjunto del 22 de septiembre previo al restablecimiento de relaciones diplomáticas, «El Gobierno de Guatemala reconoce que lo sucedido constituyó una violación de los artículos 22 y 29 de la Convención de Viena sobre Relaciones Diplomáticas de la que ambos países son parte, y por tanto acepta, en relación con España, los efectos y consecuencias jurídicas que de ello pudieran derivarse.» Y con la consolidación de Gobiernos elegidos, la postura del Gobierno se ha fortalecido en ese sentido. Así, cuando el entonces ministro de Relaciones Exteriores del presidente Álvaro Arzú, Eduardo Stein visitó oficialmente España en marzo de 1996, pidió «públicas excusas» al Gobierno y pueblo español por la «vergonzante actuación» de fuerzas armadas guatemaltecas en el asalto a la embajada de España que constituyó «no solo una violación del derecho internacional sino uno de los episodios más negros de la Historia guatemalteca». Stein confesó «sentir vergüenza» personal por actuación tan brutal y la insidiosa y falsa campaña contra el embajador Máximo Cajal (1935-2014), según reportó en 2014 el entonces embajador de España en Guatemala, Yago Pico de Coaña. El 3 de febrero de 1998 el Congreso de la República acordó por unanimidad «Que en el año de 1980 un grupo de campesinos hizo suyos los sufrimientos, necesidades y peticiones de la inmensa mayoría guatemalteca que se debate entre la pobreza y pobreza extrema, al tomar la embajada de España con el único fin de que el mundo conociera su situación».

### Versión del licenciado Adolfo Molina Sierra, hijo de una de las víctimas

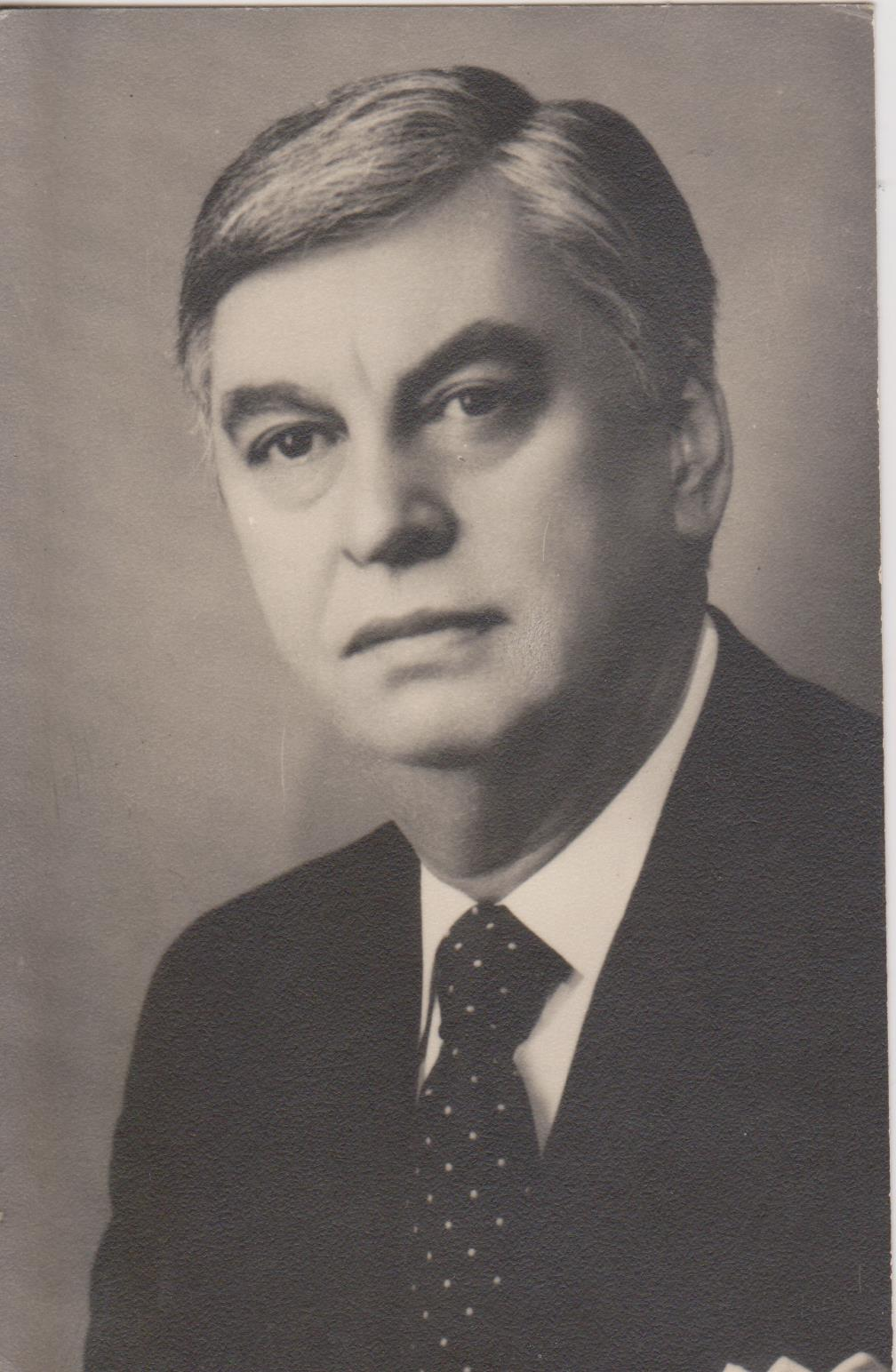
Doctor Adolfo Molina Orantes (1915-1980), fallecido en el incendio.

El licenciado Adolfo Molina Sierra fue testigo de los hechos del 31 de enero de 1980, y era hijo de una de las víctimas: Adolfo Molina Orantes (excanciller y miembro de la Corte Internacional de Justicia de La Haya).
| Mi padre llegó con su chófer a la embajada de España, a las 11:00 a. m. a una reunión con el embajador Cajal, el licenciado Eduardo Cáceres Lehnhoff y el licenciado Mario Aguirre Godoy. El licenciado Mario Aguirre Godoy había sugerido pedir la colaboración del embajador español para el próximo Congreso Iberoamericano de Derecho Procesal, a llevarse a cabo en Guatemala. A las 11:30 a. m., el chofer de mi padre observó que la embajada de España era invadida por un grupo sospechoso de manifestantes con pancartas y mochilas. Después de ingresar, el personal de la embajada cerró las puertas. Inmediatamente, el chofer llamó por teléfono a mi casa y le informó a mi familia. Me dirigí personalmente a la embajada para averiguar lo que sucedía, mientras mi esposa Emilia de Molina, llamaba a Donaldo Álvarez Ruiz (ministro de Gobernación), para pedirle ayuda, ya que el ministro conocía a mi padre y se creyó que podía auxiliar en algo; pero el ministro no contestó las llamadas. Al llegar a las 12:00 horas a la embajada, la policía ya se encontraba en la calle rodeándola. Ya había unas mantas sobre las ventanas que decían Ejército Guerrillero de los Pobres (EGP) y Comité de Unidad Campesina (CUC). También se encontraban muchas personas particulares viendo lo que sucedía. El embajador tenía un megáfono en la mano y con él pedía la colaboración de la policía para mantener el control de la situación. Mi padre, que había sido tomado como rehén, fue forzado a pedir ayuda por el megáfono, para que la policía colaborara y así evitar cualquier desgracia. Los ocupantes se encontraban por toda la casa. Había un carro de la Cruz Roja aparcado al lado de la embajada. Empezaron a llegar más policías y judiciales, y se empezaron a subir al techo por las paredes. Mario Aguirre Godoy logró salirse de la embajada y fue escoltado a un auto que luego partió desconociendo el rumbo. A eso de las 14:00 empezó el movimiento más intenso de la policía; dijeron que iban a entrar. Yo le pedí al jefe de la Policía Nacional que esperara diez minutos más, que iría a llamar otra vez por teléfono al ministro de Gobernación Donaldo Álvarez Ruiz. Cuando regresé, la policía ya había ingresado al primer piso de la embajada. Los ocupantes se atrincheraron en el segundo piso, en el despacho del embajador y cerraron la puerta y las ventanas. No se oía nada. La policía subió al segundo piso. Se oyeron disparos que salieron por las ventanas del despacho hacia la calle. Tras de eso, se escuchó desde dentro un sonido apagado, como cuando se enciende una estufa de gas o como cuando a la gasolina se le prende fuego, y entonces salió el humo negro del despacho hacia la calle y empezaron los disparos y los gritos. Corrí, agarré la manguera del jardín y trepé al balcón; quería apagar el fuego, ayudar a mi padre, ayudar a todos. Había mucho humo y luego fuego, pero los alaridos eran interminables. Una indígena puso su cara y sus manos en los barrotes y allí murió, enfrente de mí, sin que pudieramos hacer nada por ella. El fuego vino de adentro, del despacho del embajador, pero él se salvó. El embajador Cajal salió vivo, todos los demás murieron. Los rehenes fueron sacrificados por los guerrilleros más radicales que juraron que nadie saldría vivo, ayudados por el embajador Cajal. —Adolfo Molina Sierra |

## El resultado

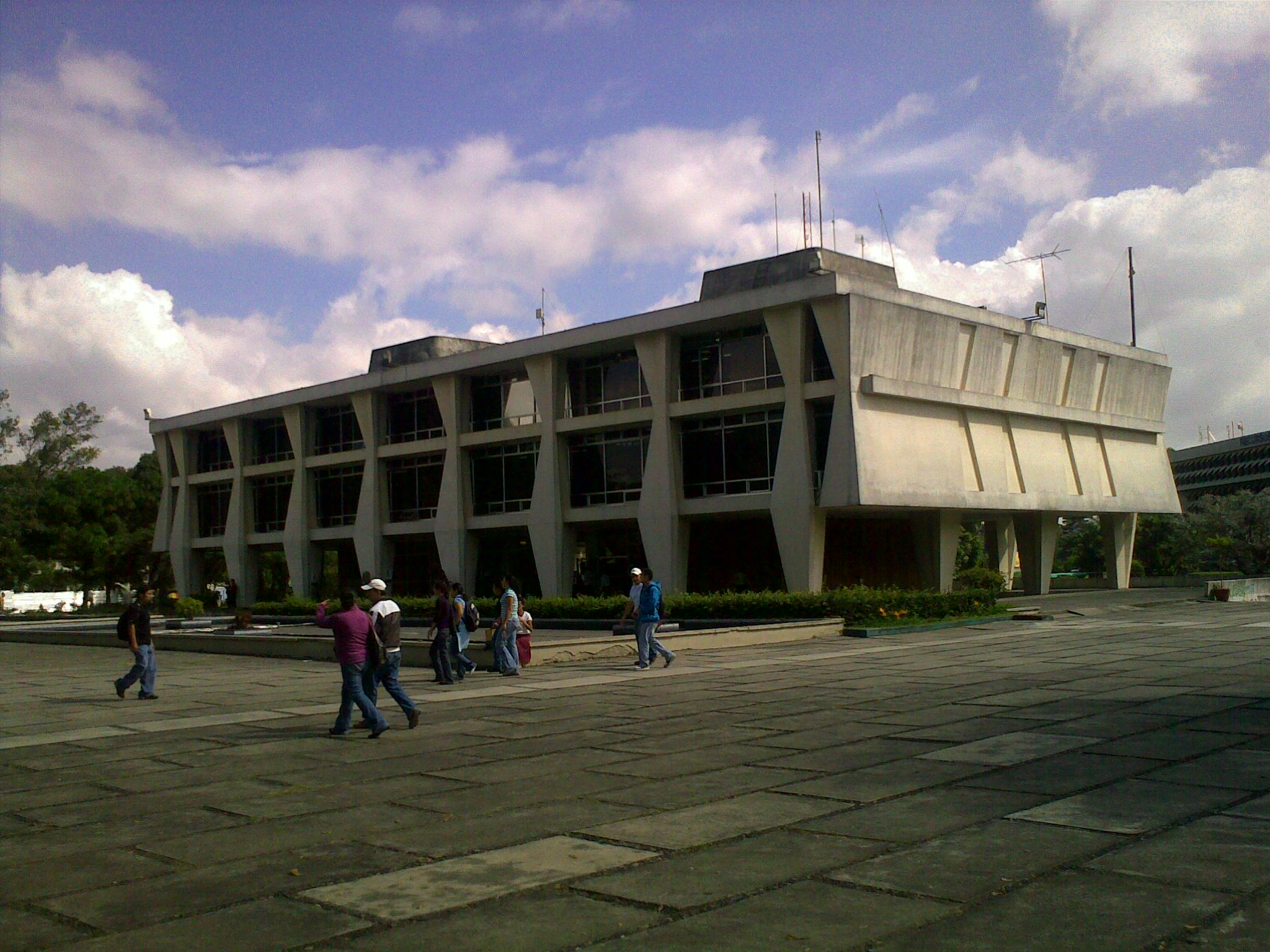
Edificio de la rectoría de la Universidad de San Carlos, frente al cual fue abandonado el cuerpo sin vida de Gregorio Yujá Xoná.

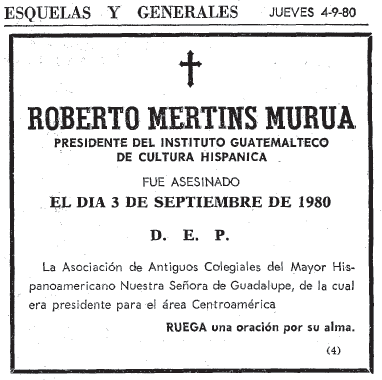
Esquela de Roberto Mertins.

El resultado fue la muerte de 37 personas (y 2 más en días siguientes) y la ruptura de relaciones diplomáticas entre España y Guatemala como resultado de la invasión, que no se volverían a normalizar hasta el 22 de septiembre de 1984 con un tratado firmado en Bogotá (Colombia). Tres lograron sobrevivir al incendio: el embajador Máximo Cajal López (1935-2014), el abogado Mario Aguirre Godoy y el campesino guerrillero Gregorio Yujá Xoná (quien logró salvarse cobijándose bajo los cadáveres calcinados de sus compañeros). Esa noche, Yujá Xoná fue secuestrado del hospital donde estaba internado y asesinado; su cadáver fue arrojado frente a la rectoría de la Universidad de San Carlos, y tenía un cartel colgado del cuello con la frase «Cajal, comunista, te ocurrirá lo mismo». El embajador Cajal también fue perseguido esa noche y tras escapar del hospital privado en que se encontraba, pidió refugio en la casa de habitación del embajador de Estados Unidos, en donde se sufrió un atentado al ser disparados balazos contra el inmueble. El día del entierro de las víctimas fueron asesinados Gustavo Adolfo Hernández y Jesús España.
Al día siguiente, el Gobierno español evacuó al embajador Cajal, con la asistencia del cuerpo diplomático en Guatemala. Al instante de abandonar el embajador español espacio aéreo guatemalteco, el Gobierno español emitió un comunicado oficial anunciando la ruptura inmediata de relaciones diplomáticas con Guatemala y la expulsión inmediata de los representantes de la dictadura de Lucas García de territorio español. Meses después fue asesinado de 55 disparos Roberto Mertins Murúa, profesor en la Universidad Rafael Landívar y director del Instituto Guatemalteco de Cultura Hispánica (CCE/G) ―actual Centro Cultural de España en Guatemala―, que había criticado en Televisión Española la actuación de las autoridades militares en el asalto a la embajada.
Fue el punto de partida de las grandes masacres de los años ochenta: tras la victoria sandinista en Nicaragua en 1979 y el inicio de la presidencia de Ronald Reagan en los Estados Unidos en enero de 1981, se recrudecieron las posiciones de los bandos en conflicto durante la Guerra Civil de Guatemala. Entre 1980 y 1983, militares y paramilitares masacraron a una gran cantidad de personas, en especial en las áreas de la Franja Transversal del Norte y del departamento de Petén, donde empresas como la Basic Resources habían encontrado petróleo, aduciendo que todas estas eran miembros de la insurgencia guatemalteca. Este hecho propicio una seguidilla de ataques guerrilleros en consecuencia del fallido operativo.
Algunos nombres de los que perecieron en el incendio de la embajada son:
- Eduardo Cáceres Lehnhoff: exvicepresidente de Guatemala y miembro del Instituto Guatemalteco de Cultura Hispánica.
- Adolfo Molina Orantes: exministro de Relaciones Exteriores, expresidente del Instituto Guatemalteco de Cultura Hispánica y miembro de honor del Instituto de Cultura Hispánica de Madrid (actual AECID).
- Jaime Ruiz del Árbol: cónsul español.[25]
- Otros dos ciudadanos españoles: Luis Felipe Sanz y María Teresa de Villa (madre de monseñor Gonzalo de Villa, quien resultaría siendo Arzobispo de Guatemala en 2020).

Las otras víctimas mortales en la embajada fueron:
| Nombre                                      | Agrupación | Poblado de origen                     | País de origen |
| ------------------------------------------- | --- | ------------------------------------- | -------------- |
| Juan Chic Hernández                         | Campesinos ixiles y kichés, miembros del Ejército Guerrillero de los Pobres                                      | Macalajau, Uspantán                   | Guatemala      |
| Vicente Menchú                              | Campesinos ixiles y kichés, miembros del Ejército Guerrillero de los Pobres                                      | Chimel, Uspantán                      | Guatemala      |
| Gabina Morán Chupé                          | Campesinos ixiles y kichés, miembros del Ejército Guerrillero de los Pobres                                      | San Pablo El Baldío, Uspantán         | Guatemala      |
| María Pinula Lux                            | Campesinos ixiles y kichés, miembros del Ejército Guerrillero de los Pobres                                      | Chimel, Uspantán                      | Guatemala      |
| Regina Pol Juy                              | Campesinos ixiles y kichés, miembros del Ejército Guerrillero de los Pobres                                      | Chimel, Uspantán                      | Guatemala      |
| María Ramírez Anay                          | Campesinos ixiles y kichés, miembros del Ejército Guerrillero de los Pobres                                      | Chajul                                | Guatemala      |
| María Ramírez Anay (hermana de la anterior) | Campesinos ixiles y kichés, miembros del Ejército Guerrillero de los Pobres                                      | Chajul                                | Guatemala      |
| Mateo Sic Chen                              | Campesinos ixiles y kichés, miembros del Ejército Guerrillero de los Pobres                                      | Chimel, Uspantán                      | Guatemala      |
| Mateo Sis                                   | Campesinos ixiles y kichés, miembros del Ejército Guerrillero de los Pobres                                      | San Pablo El Baldío, Uspantán         | Guatemala      |
| Juan Tomás Lux                              | Campesinos ixiles y kichés, miembros del Ejército Guerrillero de los Pobres                                      | Chimel, Uspantán                      | Guatemala      |
| Francisco Tum Castro                        | Campesinos ixiles y kichés, miembros del Ejército Guerrillero de los Pobres                                      | Los Plátanos, Uspantán                | Guatemala      |
| Gaspar Viví                                 | Campesinos ixiles y kichés, miembros del Ejército Guerrillero de los Pobres                                      | Chajul                                | Guatemala      |
| Juan Us Chic                                | Campesinos ixiles y kichés, miembros del Ejército Guerrillero de los Pobres                                      | Chimel, Uspantán                      | Guatemala      |
| José Ángel Xoná Gómez                       | Campesinos ixiles y kichés, miembros del Ejército Guerrillero de los Pobres                                      | San Pablo El Baldío, Uspantán         | Guatemala      |
| Juan López Yac                              | Campesinos ixiles y kichés, miembros del Ejército Guerrillero de los Pobres                                      | Macalajau, Uspantán                   | Guatemala      |
| Gregorio Yujá Xoná                          | Campesinos ixiles y kichés, miembros del Ejército Guerrillero de los Pobres                                      | San Pablo El Baldío, Uspantán         | Guatemala      |
| Mateo López Calvo                           | Miembros del Comité de Unidad Campesina (CUC), ligado al EGP.                                                    | Santa Cruz del Quiché                 | Guatemala      |
| Juan José Yos                               | Miembros del Comité de Unidad Campesina (CUC), ligado al EGP.                                                    | Santa Lucía Cotzumalguapa (Escuintla) | Guatemala      |
| Francisco Chen Tecú                         | Miembros del Comité de Unidad Campesina (CUC), ligado al EGP.                                                    | Rabinal (Baja Verapaz)                | Guatemala      |
| Salomón Tabico Zapeta                       | Miembros del Comité de Unidad Campesina (CUC), ligado al EGP.                                                    | Santa Cruz del Quiché                 | Guatemala      |
| Edgar Rodolfo Negreros Straube              | Estudiantes de la Universidad de San Carlos, miembros del Frente Estudiantil Robin García (FERG), ligado al EGP. | Ciudad de Guatemala                   | Guatemala      |
| Leopoldo Pineda                             | Estudiantes de la Universidad de San Carlos, miembros del Frente Estudiantil Robin García (FERG), ligado al EGP. | Ciudad de Guatemala                   | Guatemala      |
| Luis Antonio Ramírez Paz                    | Estudiantes de la Universidad de San Carlos, miembros del Frente Estudiantil Robin García (FERG), ligado al EGP. | Ciudad de Guatemala                   | Guatemala      |
| Sonia Magalí Welches Hernández              | Estudiantes de la Universidad de San Carlos, miembros del Frente Estudiantil Robin García (FERG), ligado al EGP. | Ciudad de Guatemala                   | Guatemala      |
| Lucrecia Anleu                              | Funcionarios y empleados de la embajada de España                                                                | Desconocido                           | Guatemala      |
| Lucrecia de Avilés                          | Funcionarios y empleados de la embajada de España                                                                | Desconocido                           | Guatemala      |
| Mary de Barillas                            | Funcionarios y empleados de la embajada de España                                                                | Desconocido                           | Guatemala      |
| Nora Mena Aceituno                          | Funcionarios y empleados de la embajada de España                                                                | Desconocido                           | Guatemala      |
| Miriam Rodríguez                            | Funcionarios y empleados de la embajada de España                                                                | Desconocido                           | Guatemala      |
| Jaime Ruiz del Árbol                        | Funcionarios y empleados de la embajada de España                                                                | Desconocido                           | España         |
| Luis Felipe Sáenz Martínez                  | Funcionarios y empleados de la embajada de España                                                                | Desconocido                           | España         |
| María Teresa Villa de Santa Fe              | Funcionarios y empleados de la embajada de España                                                                | Desconocido                           | España         |
| Felipe Antonio García Rac                   | Federación de Trabajadores de Guatemala FTG                                                                      | La Verbena, zona 7                    | Guatemala      |
| Trinidad Gómez Hernández                    | de la Coordinadora de Pobladores CDP                                                                             |                                       | Guatemala      |

## Reflexiones
En 2005, el diario español El País publicó una reflexión del entonces embajador Cajal:
| Es hora también de reflexionar. Sobre unos acontecimientos que sacudieron Latinoamérica, de Tierra del Fuego a El Quiché, ante la pasividad cuando no complicidad del mundo occidental. Eran los años de la guerra fría, de la amenaza marxista, del espectro del castrismo. De los Videla, Pinochet, Bordaberry, Trujillo, Somoza, Lucas y Ríos Montt. De los Montoneros, los Tupamaros, del Frente Farabundo Martí de Liberación Nacional, de los Sandinistas, del Ejército Guerrillero de los Pobres y del ORPA. De la contrainsurgencia y de la Escuela de las Américas. Eran años de una represión salvaje, sin cuartel y sin piedad. Años en los que valía todo. Como arrojar a las víctimas desde aviones o helicópteros al Atlántico, al Pacífico o al volcán Pacaya en Guatemala. Y tildar de comunista o de subversivo a quien se quería eliminar físicamente, destruirlo moralmente o desacreditarlo profesionalmente. Afortunadamente, hoy en día es inconcebible imaginar tanta pesadilla. Como la posibilidad de seguir, en directo, desde la calle, por la radio o en televisión, el asalto a una embajada por las fuerzas de seguridad del país ante el que está acreditada, desoyendo sus más altos dirigentes las reiteradas peticiones del embajador y de su ministro de Asuntos Exteriores para que la policía levante el cerco de la representación diplomática. También es impensable asistir a la llegada vergonzante a España, hurtado al contacto con la prensa, de ese mismo embajador, vivo aunque herido, único testigo de cargo de aquella matanza. Como si el hecho de haber sobrevivido a la matanza incomodara al Gobierno de turno. Pero entonces todo era posible. También aquí lo era, cuando apenas habían transcurrido cuatro años desde la muerte en la cama de Francisco Franco y faltaban poco más de doce meses para el golpe de Tejero. — |

## Juicio
El 1 de octubre de 2014 en la ciudad de Guatemala, en el Tribunal Primero B de Mayor Riesgo inició el juicio contra el exjefe de la extinta Policía Nacional, Pedro García Arredondo, por la muerte de 37 personas, al haber ordenado ejecutar el ingreso de los miembros de la Policía Nacional al inmueble por órdenes superiores y que por esta acción sucedió el incidente dentro del inmueble. La Premio Nobel de la Paz Rigoberta Menchú, el padre y un primo de la cual estuvieron involucrados en este hecho, testificó en el proceso, en el que, además, participó como querellante.
García Arredondo fue el único enjuiciado, ya que muchas de las presuntas autoridades que ordenaron el ingreso y de los participantes habían fallecido:
- Fernando Romeo Lucas García: falleció en Venezuela, debido a la enfermedad de Alzheimer, en 2006.[31]
- Germán Chupina Barahona: falleció en 2008.[32]
- Máximo Cajal López: falleció en 2014.[33]

### Reacción de España
| Aunque España no es parte querellante en el juicio, el Gobierno y el pueblo español tienen natural interés en el mismo. Estamos satisfechos por cuanto la justicia guatemalteca esté finalmente investigando aquellos hechos y pueda emitirse el fallo que corresponda. La violenta actuación de las fuerzas de seguridad creó un escenario sin salida que provocó la muerte de 37 personas, guatemaltecos y españoles, incluyendo siete empleados y funcionarios de la embajada. La Comisión para el Esclarecimiento Histórico de las Naciones Unidas, conocida como “Comisión de la Verdad”, fue categórica al expresar su convicción de que “agentes del Estado atentaron contra el derecho de vida de las personas que estaban dentro de la embajada de España” y que “las más altas autoridades del Gobierno de Guatemala de la época fueron los responsables intelectuales. Don Máximo Cajal López, entonces embajador de España, salvó la vida milagrosamente, logrando escapar malherido de las llamas. Cajal falleció en abril pasado, tras una larga y fértil carrera diplomática que también le llevó a ocupar las jefaturas de misión en la OTAN, Suecia y Francia. En el Ministerio de Asuntos Exteriores tuvo puestos de alta responsabilidad como subsecretario, director general de la Oficina de Información Diplomática y secretario general de Política Exterior. Colaboró con la justicia guatemalteca con la esperanza de que, aunque fuera tarde, aquella llegara. En sus últimos meses de vida, pese al trauma por aquella aterradora experiencia, siguió en la distancia las vicisitudes previas a la apertura del juicio por la quema de la embajada. Algunas consideraciones que se siguen haciendo sobre Cajal y su papel en aquella crisis se han transformado en acusaciones irracionales. Son calumnias que parecieran dirigirse, 34 años después, a insistir en atribuir al embajador responsabilidades, cuando fue una víctima más. Máximo Cajal fue un diplomático notable al que sus compañeros de cierta antigüedad recordamos con gran estima profesional y afecto. Fue un hombre recto y de grandes cualidades. En suma, un embajador de España que merece ser recordado con respeto en el momento en el que la justicia guatemalteca juzga serenamente aquellos hechos que tanto le marcaron.» —Manuel María Lejarreta, embajador de España en Guatemala en 2014. |

### Deliberaciones
La defensa del que fuera jefe policial Pedro García Arredondo, único acusado en el juicio por el incidente en el que ocurrió la muerte de 37 personas quemadas en 1980 en la embajada de España en Guatemala, aseguró que su representado no evitó que nadie saliera del lugar; además argumentó que en cualquier toma de rehenes hay «daños colaterales».
En el debate oral y público en la Torre de Tribunales del Organismo Judicial guatemalteco, donde el Tribunal B de Mayor Riesgo de Guatemala escuchó los argumentos finales del Ministerio Público (MP) y otros querellantes. El abogado defensor explicó que la embajada se quemó desde adentro y que el incendio se originó por las bombas molotov que llevaban los ocupantes de la embajada.
García Arredondo, de 69 años, dirigía un comando de la ahora extinta Policía Nacional y, según las investigaciones de la fiscalía, fue quien dio la orden de ingresar a la embajada española, que había sido ocupada por un grupo de supuestos campesinos y estudiantes guerrilleros que denunciaban la represión militar en contra de los grupos insurgentes. La defensa dijo que no se logró romper la presunción de inocencia de García Arredondo, pues fue condenado por ejecutar la orden de ingresar al inmueble y que eso provocó el accidente dentro de la embajada.
La fiscalía guatemalteca, por su parte, afirmó que las treinta y siete personas murieron en una "operación policial clandestina", ejecutada por la Policía Nacional (PN) del país centroamericano y solicitó una pena de treinta años de cárcel para García Arredondo por cada víctima, además de 80 años en total por dos delitos de intento de homicidio.
Por la mañana del 20 de enero de 2015, las juezas escucharon las últimas palabras de García Arredondo antes de declarar cerrado el debate en su contra y deliberar en secreto el fallo. El exjefe policial insistió en su inocencia al explicar que no había una sola evidencia ni señalamiento directo de los testigos en su contra.

### Fallo del tribunal

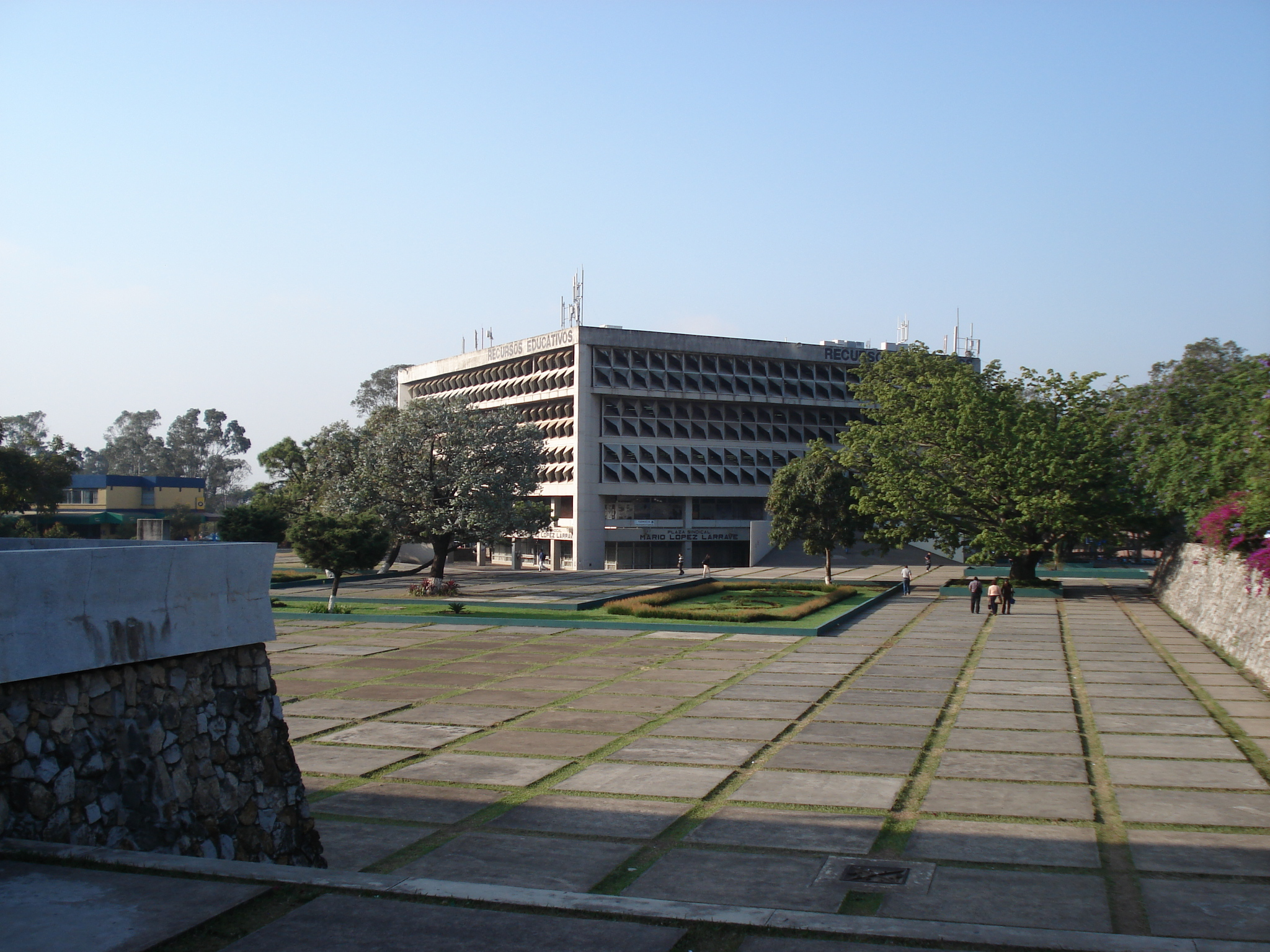
Plaza de Héroes y Mártires en la Universidad de San Carlos, donde se encuentra la tumba de Gregorio Yujá Xoná.

Por unanimidad, las juezas Irma Jeannette Valdés, Sara Yoc Yoc y María Eugenia Castellanos determinaron que García Arredondo ejecutó órdenes de superiores al ingresar a la embajada, las cuales dejaron la muerte de 37 personas en sede diplomática, el 31 de enero de 1980. El fallo del Tribunal fue leído en la Sala de Vistas de la Corte Suprema de Justicia el 20 de enero de 2015 y García Arredondo fue condenado a cuarenta años de prisión por la invasión de la embajada y cincuenta más por la muerte de dos estudiantes universitarios.
Los elementos que fueron probados, de acuerdo a la sentencia condenatoria, fueron:
- La sede diplomática fue tomada por campesinos que de manera pacífica denunciaron los abusos del Ejército y la Policía en el departamento de Quiché.[37]
- Los ciento cincuenta agentes policiales a cargo de García Arredondo habían sido concentrados para efectuar un operativo en la embajada, y que la orden que había recibido era de sacar a los manifestantes del lugar.
- La Policía no tenía ningún interés en negociar, sino sacar a los ocupantes de la embajada.
- La embajada fue violentada por las fuerzas de seguridad, que ingresaron sin contar con la autorización del embajador.
- García Arredondo sabía lo que iba a suceder.[37]
- El incendio no se originó como resultado de un plan de inmolación de los campesinos que ingresaron en la sede diplomática, pero tampoco fue probado cómo se originó.
- Dos días después del siniestro, dos estudiantes universitarios que participaban en el cortejo fúnebre de las víctimas fueron asesinados a manos de agentes a cargo de García Arredondo.[37]
- El Embajador Máximo Cajal tuvo previo conocimiento de la ocupación. (Enunciado de la Sentencia en el Juicio de 2014)

Lo que no se pudo comprobar fue lo siguiente:
- La razón por la que estaban reunidos con el embajador español Máximo Cajal varios importantes políticos guatemaltecos -el exvicepresidente Eduardo Cáceres Lehnoff, el excanciller Adolfo Molina Orantes y el abogado Mario Aguirre Godoy- que habían sido convocados por Cajal para esa fecha y hora a la embajada.[g]
- Cómo logró escapar el embajador Cajal del incendio en la embajada, mientras el resto de los ocupantes no pudo salir.[11]

El exjefe policial fue condenado por la muerte de 39 personas, el intento de asesinato contra dos —Cajal y López y Yujá Xoná—, y delitos contra los deberes de humanidad.